# Mikado (beeld)
Mikado is een artistiek kunstwerk in Amsterdam-Noord.
In 1985 werd het multifunctioneel gebouw De Open Vaart opgeleverd aan de noordrand van het Hagedoornplein tegenover wat later het Plein Spanje '36-'39 zou worden. In het gebouw, naar ontwerp van Pi de Bruijn, kwam een school, een artotheek en wijkcentrum met allerlei voorzieningen voor de wijk. Er werd een inschrijving voor kunstenaars geregeld via BK-Informatie (Beeldende Kunst) waarop 48 kunstenaars reageerden; kunstenaar Han Goan Lim werd uitverkoren. Han Goan Lim kwam met zeven stalen mikadostokken van zestien meter lengte, die beginnen in de centrale hal van het gebouw, vervolgens door het dak gaan en dan nog meer dan twaalf meter boven het dak uitsteken. De stokken benadrukten de centrale as van het gebouw. 
De kunstenaar gaf in 2023 een meerledige uitleg over het beeld vangend onder het begrip “eenheid in diversiteit”:
- ze verwijzen naar die samenbundeling van activiteiten in het gebouw;
- ze staan symbool voor diversiteit aan culturele achtergrond van leerlingen, leraren en andere gebruikers van het gebouw.
- ze benadrukken de levendigheid binnen het gebouw
- ze voegen een accent toe aan de omgeving.

De stokken hebben een gezamenlijk raakpunt, daarboven en –onder lopen de stokken uiteen. Hij omschreef het als 
Kunst die een poëtisering geeft aan de functionele architectuur
De bovendakse constructie moest per dieplader aangevoerd worden en met een hijskraan geplaatst worden.
In 2017 werd het mikadospel gerestaureerd in samenwerking met interieurarchitect Heleen Eilers Samat. In 2023 geeft het beeld, mits opgemerkt tussen alle bouwsels, kleur aan gebouw en omgeving.
Het verticale beeld ging in 1985 nog gepaard met de horizontale glasapplicatie Golf, dan wel Kras, waarbij een blauw kalligrafisch lint in het glas van de wijkvoorziening. Deze kunstuiting verdween in de loop der jaren bij verduurzaming van het gebouw.
In 2023/2024 ging het gehele complex tegen de vlak. Daarbij was het ondoenlijk en te kostbaar om het kunstwerk los te halen, op te slaan om het ergens anders te plaatsen.